# 松尾保
松尾 保（まつおたもつ、1925年7月24日 - 2020年9月24日）は、日本の医師（小児科）。位階は従四位。
神戸大学医学部名誉教授。元兵庫中央病院院長。

## 概要
1979年度から1980年度にかけて、科学研究費助成事業であった「小児難治性腎疾患の病態に関する免疫学的研究」の代表をつとめる。
1982年には、日本小児神経学会第24回学術集会会長をつとめる。
2001年、勲二等瑞宝章を受章。
2020年9月24日、肺炎のため、神戸市内の病院で死去、95歳没。死没日をもって、従四位に叙される。

## 著書
- 乳幼児栄養学 ISBN 9784263701669
- 未熟児の保育 ISBN 9784880020020
- 小児保健医学 ISBN 4889241086